# Нада Шаргін
Нада Шаргін(19 січня 1977, Зренянин, СФРЮ) — сербська акторка театру та кіно. Закінчила Академію мистецтв (Новий Сад).

## Вибіркова фільмографія
- Чарльстон для Огнєнки
- Тур (2008)
- Жінка зі зламаним носом (2010)
- Коли настане день (2012)